# فيراج كسورغو
فيراج كسورغو (بالمجرية: Csurgó Virág)‏ مواليد 10 نوفمبر 1972 في المجر، هي لاعبة كرة مضرب مجرية سابقة. أعلى تصنيف لها في الفردي كان المركز الـ 160 في سنة 1995. أعلى تصنيف لها في الزوجي كان المركز الـ 84 في سنة 1998. سبق أن شاركت في دورة الألعاب الأولمبية الصيفية.

## روابط خارجية
- فيراج كسورغو على موقع رابطة محترفات التنس (الإنجليزية)
- فيراج كسورغو على موقع الاتحاد الدولي لكرة المضرب (الإنجليزية)
- فيراج كسورغو على موقع كأس بيلي جين كينغ (الإنجليزية)
- فيراج كسورغو على موقع خلاصة التنس.كوم (الإنجليزية)
- فيراج كسورغو على موقع أوليمبيديا (الإنجليزية)